# تجن (فرانسه)
تجن (فرانسه) (به فرانسوی: Tajan) یک کمون در فرانسه است که در Canton of Lannemezan واقع شده‌است.

## خصوصیات
تجن ۴٫۹۳ کیلومترمربع مساحت و ۱۴۵ نفر جمعیت دارد و ۵۲۵ متر بالاتر از سطح دریا واقع شده‌است.